# 洛里克·察纳

洛里克·簡拿（Lorik Cana，1983年7月27日—），乃一名出生於科索沃的阿爾巴尼亞國家足球隊足球運動員，司職防守中場。過往曾效力法甲巴黎聖日耳門及馬賽、英超新特蘭和土超加拉塔沙雷。
簡拿在科索沃首都普里什蒂納出生。為逃避戰亂，他曾經在年幼時生活在瑞士，後來移居阿爾巴尼亞，他自2003年起效力阿爾巴尼亞國家足球隊，該隊在2016年首次亮相歐洲足球錦標賽，並在首輪分組賽取得小組第3名。他的父親哈辛·簡拿（Agim Cana）是一名昔日的南斯拉夫足球員。

## 生平

### 球會
早期
簡拿在瑞士球會洛桑（Lausanne Sports）出道。在2000年，他被法國球會巴黎聖日耳門收購。
巴黎聖日耳門及馬賽
簡拿到了2003年才開始成為巴黎聖日耳門的主力球員。在2003-04球季，他上陣32次，取得1個入球。他並協助球隊贏得法國盃及法國甲組足球聯賽亞軍。但是，在2005-06球季，領隊的轉變令到簡拿失去上陣機會。
在2005年，簡拿加盟另一支法國球會馬賽。他很快就成為馬賽的正選球員，並在首次倒戈對巴黎聖日耳門時射進致勝一球。他在2007年夏天加盟紐卡素後，他成為馬賽的隊長。
新特蘭
簡拿在2009年7月24日以500萬英鎊加盟英超球會新特蘭，簽約四年。他在9月3日被委任新特蘭隊長。首季為球隊上陣35場，硬朗的踢法為他換來11面黃牌及1面紅牌。
加拉塔沙雷
簡拿登陸英超僅一年，於2010年7月8日以500萬英鎊轉投土超球會加拉塔沙雷。
拉齐奥
2011年7月9日，簡拿由加拉塔沙雷轉會至意甲拉齐奥，轉會金額沒有透露，合約至2016年6月底。

### 國家隊
簡拿雖同時符合代表法國及瑞士的資格，但他最後選擇了代表阿爾巴尼亞。他在2003年6月17日，19歲時首次代表國家隊上陣。

## 榮譽

### 球隊
- 法國盃冠軍（1）：2003/04年；

馬賽
- 法國盃亞軍（2）：2005/06年，2006/07年；

拉齐奥
- 意大利盃冠軍（1）：2012/13年；

### 個人
- 阿爾巴尼亞足球先生：2004年、2005年、2009年；

## 外部連結
- 足球数据库：洛里克·察纳的球员统计数据
- Lorik Cana OM.net （法文）
- Lorik Cana's Yahoo Profile （页面存档备份，存于）

| 前任者： | 新特蘭隊長 2009年-2010年 | 繼任者： |